# Ombrone
El Ombrone (en latín, Umbro) es un río de 160 km de largo en la Toscana, Italia central. Por su extensión y la amplitud de su cuenca hidrográfica es el segundo río de la Toscana, después del Arno. En cuanto a su caudal, resulta ser el tercero de la región, tras el Arno y el Serchio.
El Ombrone nace en los alrededores de San Gusmè, en el municipio de Castelnuovo Berardenga, en la vertiente sureste de los Montes del Chianti. Después de un curso sinuoso, recibe las aguas de sus afluentes Arbia, Merse y Orcia antes de alcanzar la llanura cerca de Istia d'Ombrone. Posteriormente pasa cerca de la ciudad de Grosseto, antes de desembocar en el mar Tirreno.

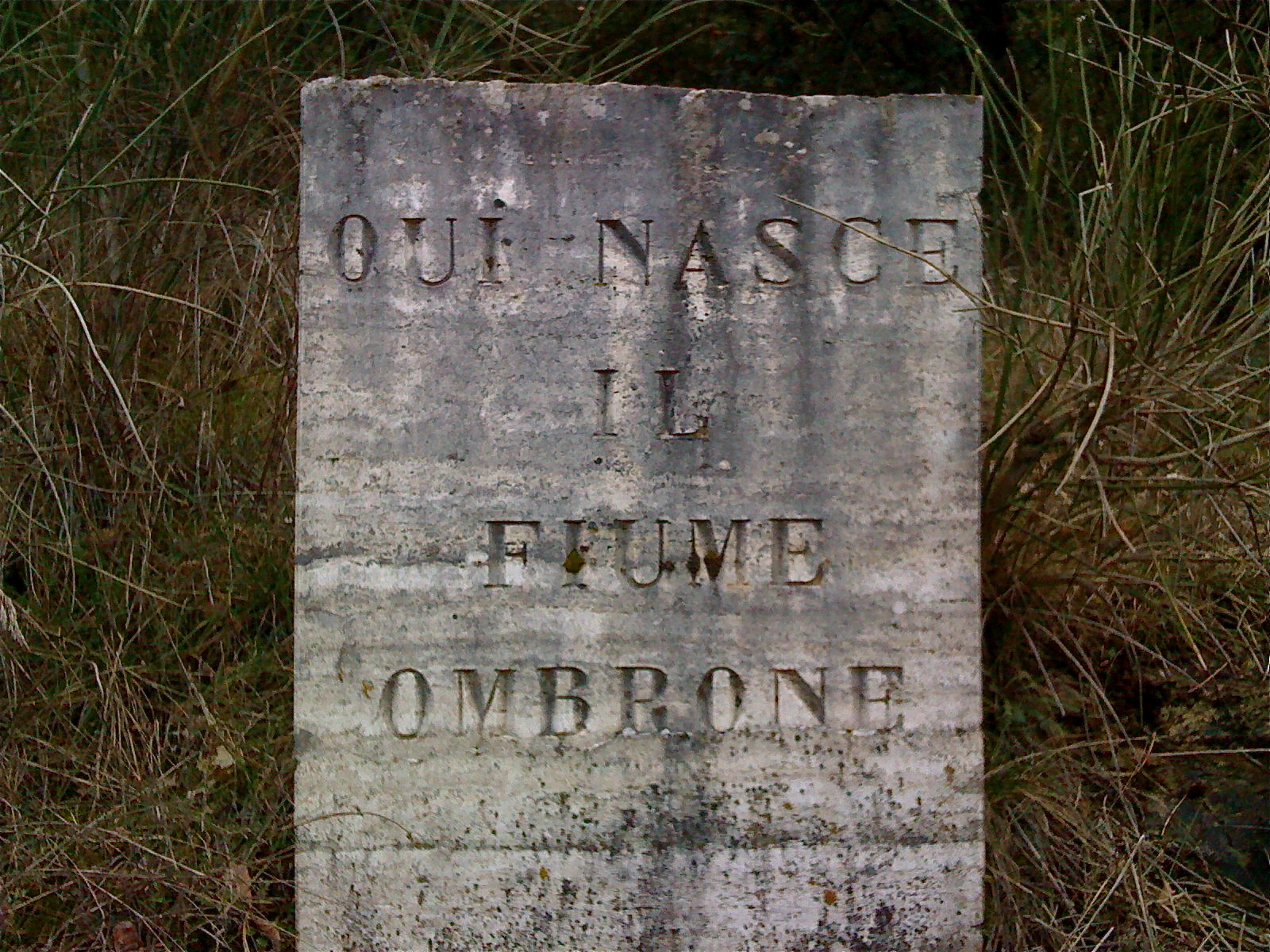
Señal en las fuentes del Ombrone (San Gusmè)